# Höglwörther See
Der Höglwörther See, auch Klostersee, ist ein See im Ortsteil Höglwörth der Gemeinde Anger im Landkreis Berchtesgadener Land in Oberbayern.

## Beschreibung
Er ist rund 13,5 Hektar groß, bis 6,4 Meter tief und ist als eutroph charakterisiert. Direkt am See bzw. auf der (ehemaligen) Insel Höglwörth liegt das Kloster Höglwörth. Vor der Verlandung im Osten war die heutige 2,2 Hektar große Halbinsel eine Insel, (Wörth ist ein altes Wort für Insel), wie auch noch auf der Flurkarte aus dem 19. Jahrhundert zu sehen ist.
Der See entstand nach Abschmelzen des Salzachgletschers vor etwa 10.000 Jahren. Heute unterliegt er einer unaufhaltsamen Verlandung. Der Höglwörther See ist als Endmoränensee von besonderem geowissenschaftlichem Wert und vom Bayerischen Landesamt für Umwelt als Geotop ausgewiesen.

## Fauna und Flora
Der See ist Lebensraum zahlreicher Tierarten, wie beispielsweise Hechte, Waller, Zander, Aale, Karpfen, Barsche, Schleien, Weißfische, Enten, Blässhühner und Höckerschwäne. Die ursprünglich im See lebenden Krebstiere sind bereits verschwunden.

## Bildergalerie

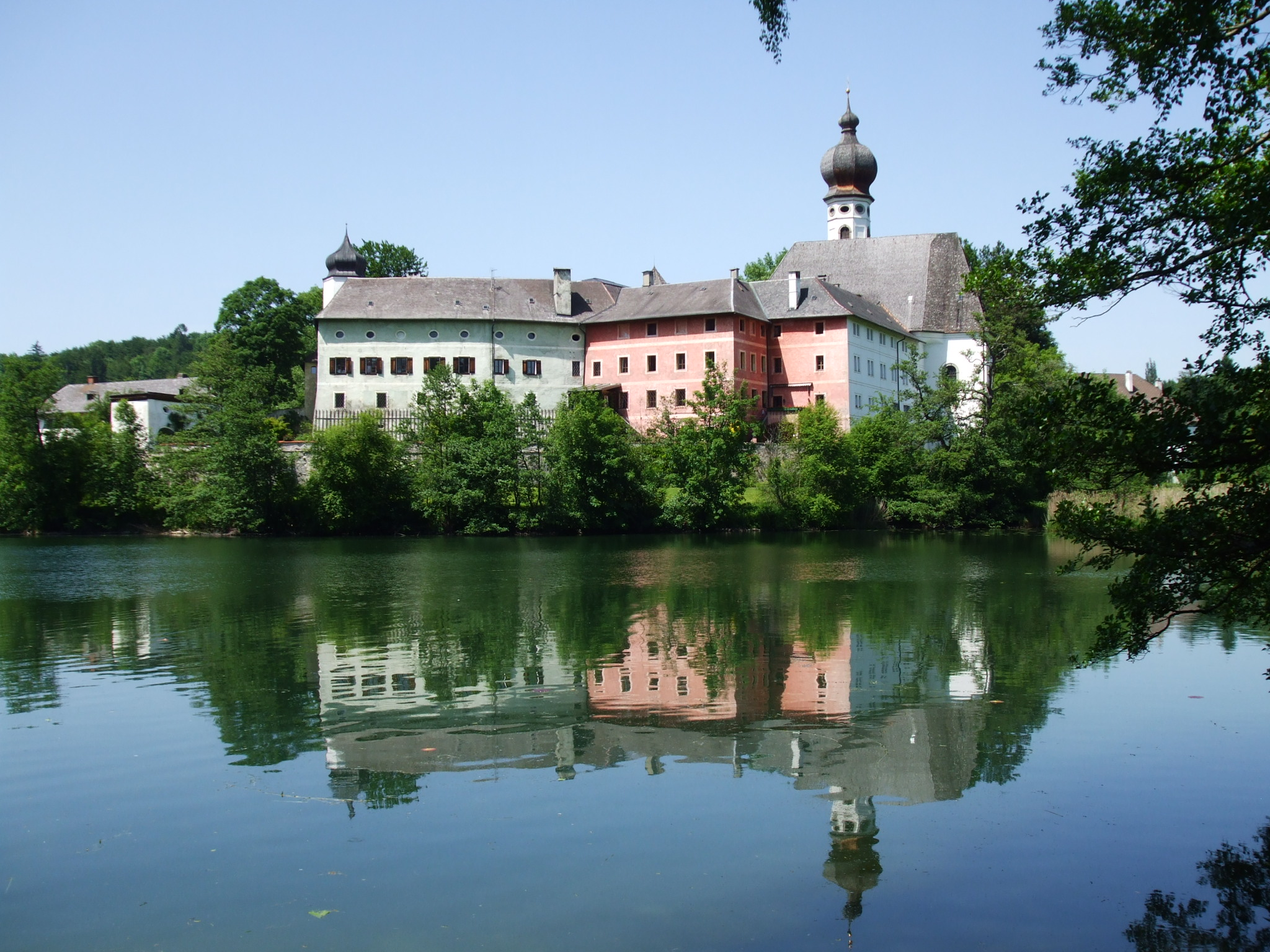
Kloster Höglwörth
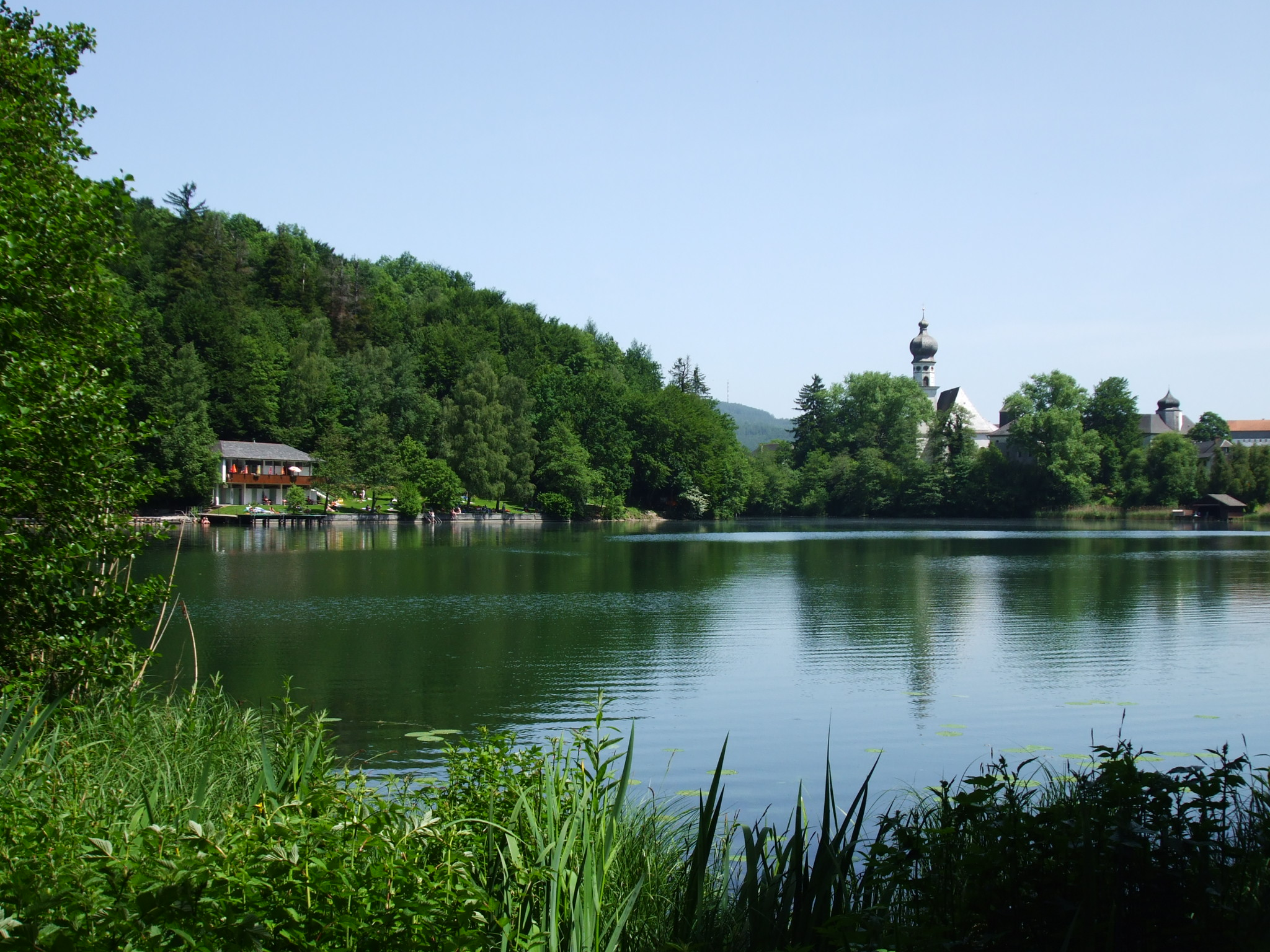
Höglwörther See mit Seebad Höglwörth und Kloster
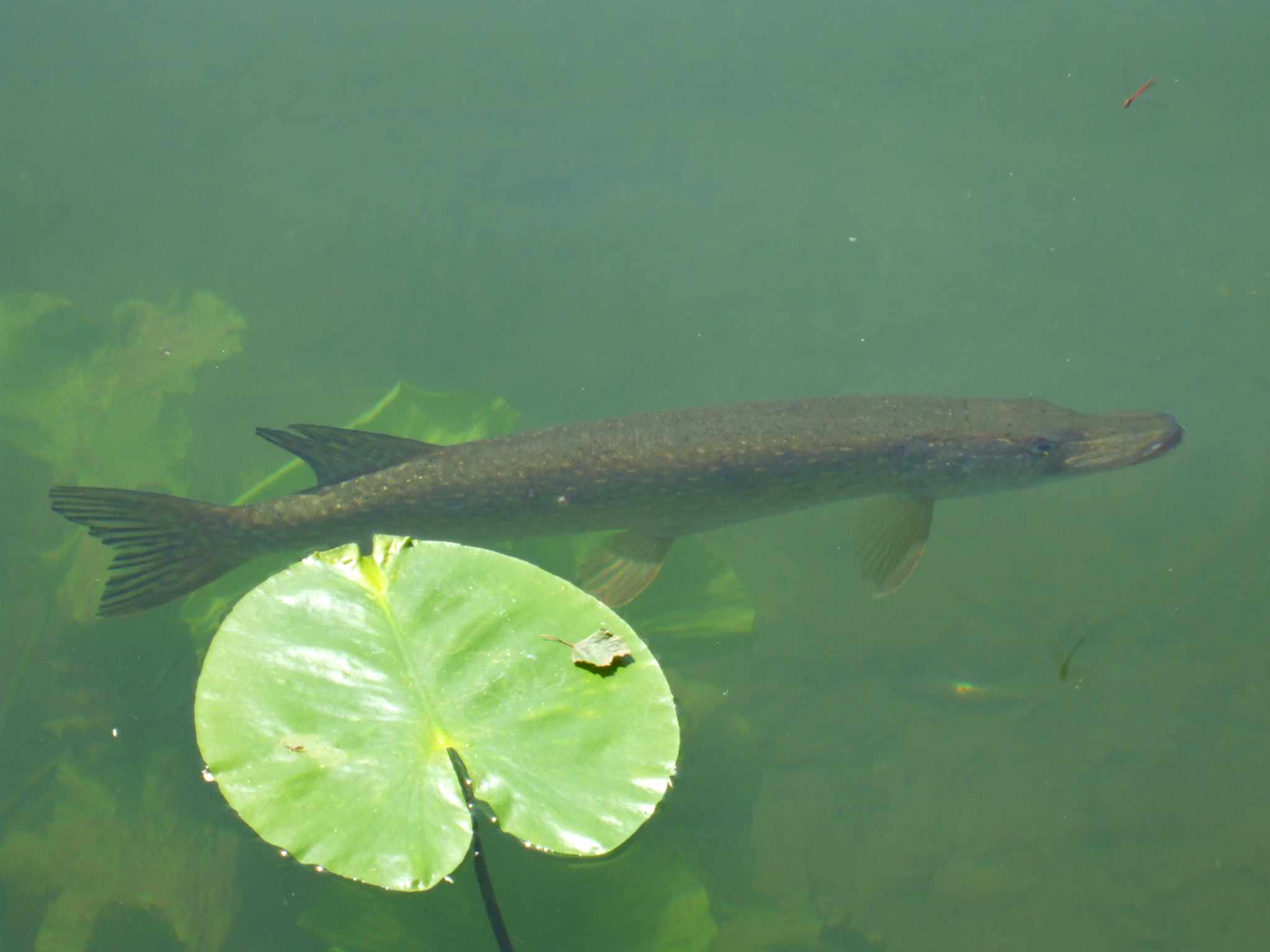
Hecht im Höglwörther See
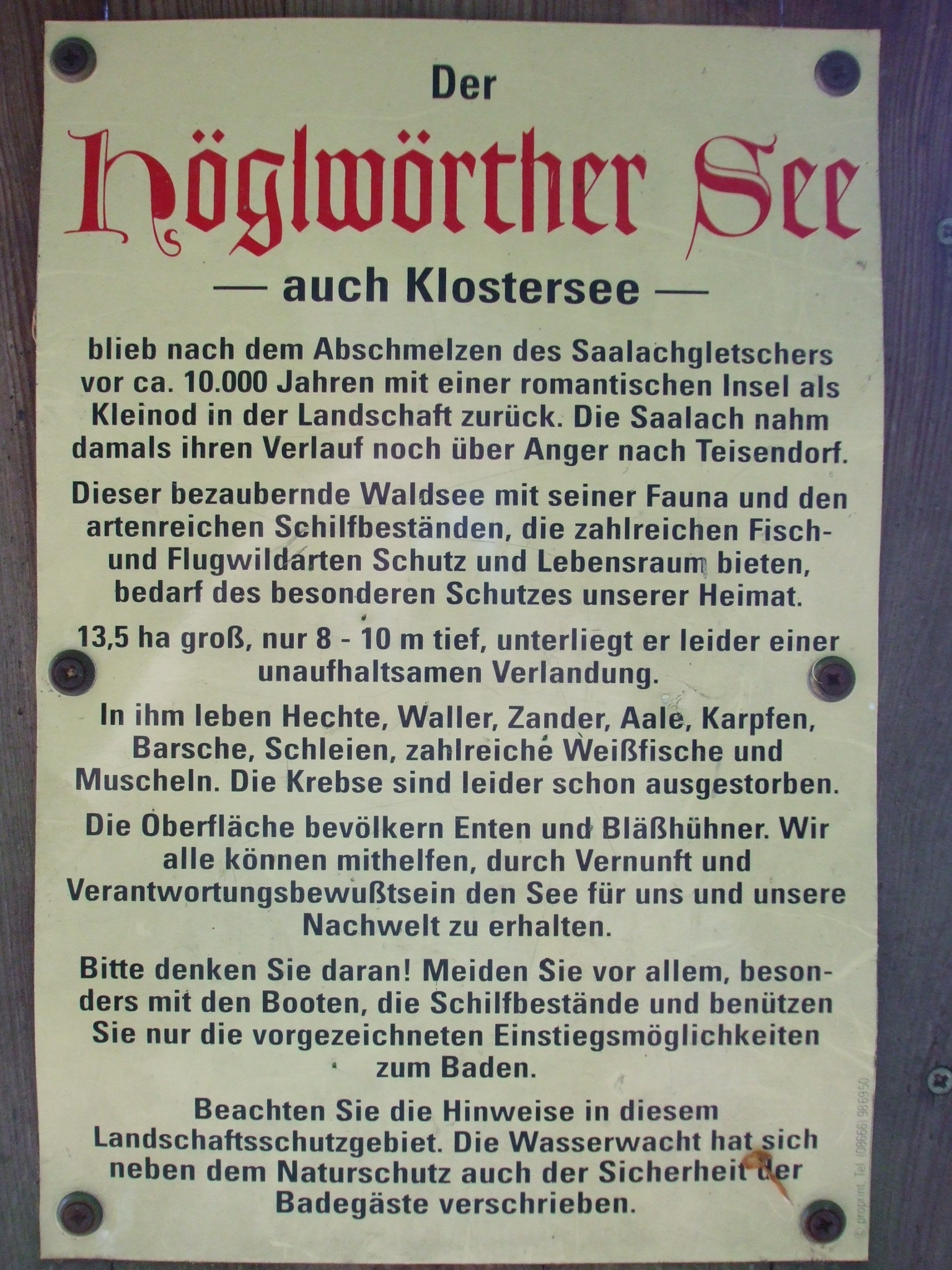
Schild am Höglwörther See